# ProBruxsel

Parteilogo von ProBruxsel

ProBruxsel war eine zwischen 2008 und 2019 aktive politische Partei in der belgischen Hauptstadt Brüssel.

## Parteigeschichte
Die Partei wurde am 16. April 2007 als Verein gegründet. Die offizielle Gründung als politische Partei erfolgte am 16. April 2008. Die Parteigründer waren Brüsseler Bürger, die die Spaltung ihrer Stadt entlang sprachlicher Zugehörigkeiten überwinden wollten. Die Partei erklärte, sowohl die niederländischsprachigen, als auch die französischsprachigen Bewohner Brüssels repräsentieren zu wollen. Anstelle der strikten Trennung entlang der Sprachgemeinschaften in Verwaltung und Politik müsse eine echte Zweisprachigkeit treten. Die Schreibweise des Parteinamens, der „Pro Brüssel“ bedeuten soll, wurde dementsprechend bewusst als Kompromiss zwischen dem niederländisch-flämischen Pro Brussel und dem französisch-wallonischen Pro Bruxelles gewählt. Der Parteiname beziehe sich auch auf den alten Stadtnamen „Bruocsella“, mit der ungefähren Bedeutung „Haus in einem Sumpf“. Die Zuständigkeit für die Bildung müsse aus den Händen der Sprachgemeinschaften genommen werden, weil diese die Entstehung echter Zweisprachigkeit behinderten. Außerdem müsse die Finanzausstattung der Hauptstadtregion Brüssel, die derzeit von Finanztransfers der Föderalregierung abhängig sei und über wenig eigenen finanziellen Spielraum verfüge, verbessert werden. Viele Pendler arbeiteten in Brüssel, zahlten aber ihre Steuern im Umland. Eine gut funktionierende zweisprachige Metropole Brüssel könne zur Beruhigung der Sprachkonflikte im ganzen Land beitragen. Die 19 Brüsseler Hauptstadtgemeinden sollten zusammengeführt und in Hauptstadtbezirke umgewandelt werden. Als Beispiel für einen unsinnigen Auswuchs des Sprachföderalismus wurde auch die Tatsache angeführt, dass man bei Wahlen immer nur entweder niederländischsprachige oder französischsprachige Parteilisten wählen könne, aber keine sprachübergreifenden. Die Partei musste daher bei der Wahl zum Brüsseler Hauptstadtparlament 2009 zwei verschiedene Listen aufstellen, eine französischsprachige und eine niederländischsprachige.
Bei der Wahl zum Brüsseler Hauptstadtparlament 2009 gewann die Partei 6840 Stimmen (1,67 %) bei den französischsprachigen Wählern und 1225 Stimmen (2,35 %) bei den niederländischsprachigen. Beides reichte nicht für den Gewinn eines Mandats. Bei der folgenden Wahl 2014 waren es 2962 Stimmen (0,72 %) und 662 Stimmen (1,24 %), ebenfalls ohne Mandatsgewinn. Bei der folgenden Wahl 2019 kandidierte die Partei nicht mehr. Stattdessen empfahl sie ihren Sympathisanten die Wahl der französischsprachigen Ecolo. Schon 2018 hatte sie nicht an den Kommunalwahlen teilgenommen und dies damit begründet, dass ihre personellen und finanziellen Ressourcen hierfür nicht ausreichten. Seit 2019 ist die Partei praktisch inaktiv.